# 金花古庙
金花古庙（粤语拼音：gam¹ faa¹ gu² miu⁶*²）是中国广东省广州市的一间古庙，位于黄埔区长洲金洲北路福聚坊大街26号（黄埔区旅游度假村对面白鹤岗半山腰）。它既属广州市的文物，又是广州地区目前发现得最完整的金花庙。
金花古庙在每年农历四月十七都有纪念金花娘娘的「金花诞」。

## 历史

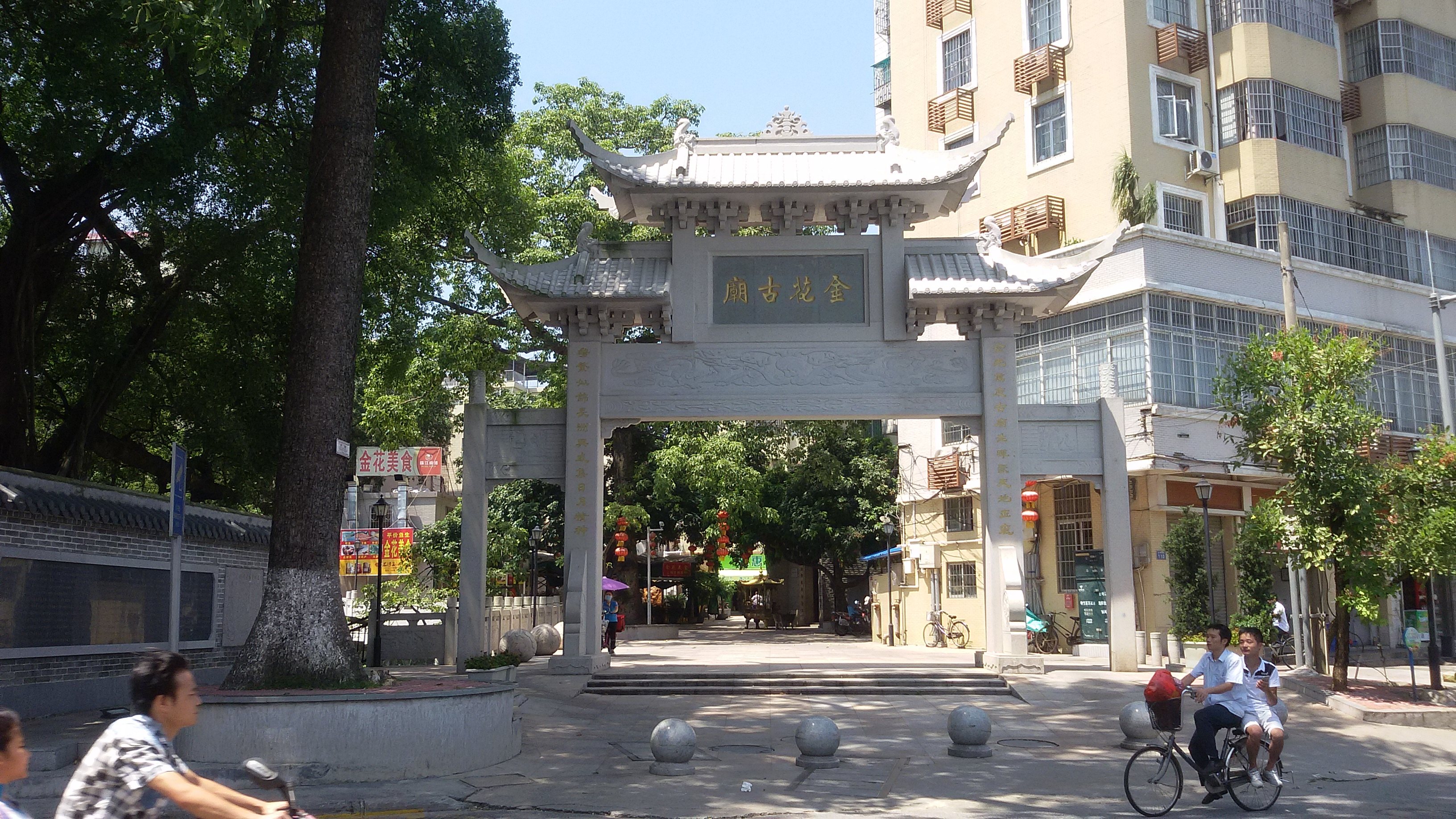
金花古庙外面的大牌坊，2015年初建成。

金花庙落成之时虽已无从考证，但根据古庙的四块古碑记载，最早的古碑于道光八年（1829年）出现，最迟的则是光绪二年（1876年）出现，还有块古碑曾于道光十七年（1838年）和咸丰七年（1857年）做过重修工作。2002年9月广州市人民政府公布为登记文物。2007年11月26日，黄埔区人民政府出资20万元修缮古庙，直到2009年5月11日重新开放，同时恢复停了一百多年的金花诞。2008年12月19日被列为市级文物。2014年10月将古庙面前的广场进行整治扩建，直到2015年5月整治完成。

## 风格
金花古庙比较小，宽5.5米，长14.65米，面积80.58平方米。面阔一间，进深两间。正门上边有“金花古庙”四字，庙门由花岗岩整成。